# Льодовики Бутану
Льодовики Бутану, які займають близько 3 відсотків загальної площі поверхні, відповідають за живлення всіх річок Бутан, крім Амочу і Ньєре Амачу.
Про ці льодовикові системи доступно небагато історичної інформації. Перше сучасне дослідження було проведено Аугусто Ганссером-Біаджі в 1970-х роках, який розробив хронологію минулих заледенінь і попередив про неминучість проривних повеней льодовикових озер у Лунані. Це спонукало Геологічну службу Індії і Геологічну службу Бутану провести спільні дослідження в середині 80-х років, і їхній звіт відхилив оцінку загрози Біаджі. 7 жовтня 1994 року проривна повінь з озера Луггі (частина льодовикової системи Лунана) призвела до 20 смертей у Пунакха.
Ця катастрофа, перша в своєму роді в сучасному Бутані, багаторазово збільшила частоту досліджень льодовикової системи. З тих пір оцінка небезпеки проривних повеней стала важливою складовою льодовикових експедицій. Існує кілька реєстри льодовиків і льодовикових озер в Бутані. Точні цифри певною мірою відрізняються залежно від використовуваної методології.

## Реєстри

### Льодовики
Десятиліттями існували кілька трансгімалайських реєстрів різної точності та охоплення площі. Цей розділ стосується описів, спеціально створених для Бутану.
Перший опис був складений 1996 року Пунцо Норбу (з відділу геології та шахт) з використанням супутникових даних за 1989—1990 роки та топографічної карти 1962/63. Геологічна служба Бутану опублікувала оновлене видання 1999 р. Того ж року видавництво China Science Publishing Media опублікувало ще один реєстр на основі знімків супутника ближнього інфрачервоного випромінювання Landsat 2 (1975—1978) та деяких аерофотознімків — було зафіксованоо 649 льодовиків, які покривають в цілому площу 1304 кв. км. і об'єм 150 куб.м Більш точний реєстр, підготовлений на основі даних супутника SPOT Imagery 1993 року, даних Landsat 90-х років, даних IRS-1D 1999 року та топографічних карт Геологічної служби Індії 1950-60-х років, був опублікований 2001 року Міжнародним центром інтегрованого розвитку гір (ICIMOD). Було зафіксовано положення та класифіковано за номенклатурою Мюллера (WGMS) 677 льодовиків, що займають площу 1317 кв. км.
2011 року ICIMOD перекомпілював свій набір даних для всього Гіндукушу, використовуючи автоматизовану класифікацію супутникових зображень за 2005 ± 3 роки в поєднанні з цифровою моделлю місцевості — площа була зменшена до 642 км² (на основі нового національного кордону Бутану). У 2012 році дані Всесвітньої інвентаризації льодовиків (WGI), глобальних вимірювань наземного льоду з космосу (GLIMS) і Natural Earth (NE) були змішані та уточнені, щоб створити ще один реєстр льодовиків — оцінки площі склали 1930 кв. км. (не враховуючи новий кордон). База даних ICIMOD була оновлена 2014 року (використовуючи знімки Landsat 2010 року) — ніякої різниці площі не було виявлено.
У 2018 році Національний центр гідрології та метеорології опублікував останню інвентаризацію льодовиків Бутану з використанням автоматичної класифікації даних Sentinel-2 за 2016 рік — 700 льодовиків було розташовано на площі близько 629,55 кв.

## Льодовики
За усталеним визначенням, льодовики розташовані в басейнах річок, вони лежать у басейні річки Ван (складається з підбасейнів Па, Ха і Тхім), басейні Пунатшанг (складається з підбасейнів Пхо, Мо і Данг), і басейні Манас (складається з підбасейнів Мангде, Чамхар, Курі і Дрангме). У Бутані розташовані два інших річкових басейни — річок Амо та Н'єре Ама, але вони не пов'язані з жодним льодовиком.
У порядку площі (або обсягу) переважна більшість класифікується як «долинний льодовик» і «гірський льодовик». Типи «льодовиковий фартух» і «нішовий льодовик» існують у значній кількості, але займають набагато меншу площу (або об'єм). Набагато рідше зустрічаються «циркові льодовики» та «льодовикові шапки». «Долинні льодовики» розташовані уздовж південних флангів основного топографічного вододілу Бутанських Гімалаїв і характеризуються значними моренами у кінці. В основному вони зосереджені у верхній частині басейну Пхо та Північного басейну. «Гірські льодовики» поширені на вершинах і задніх стінках долинних льодовиків. «Циркові льодовики», «льодовикові шапки», «льодовикові фартухи» та «нішові льодовики» поширені на плато і хребтах, що тягнуться на південь від основного Гімалайського вододілу; вони практично не заморенені. Скелясті льодовики існують у багатьох місцях уздовж маршруту Сноумен на північному заході та півночі Бутану. Південні льодовики демонструють більш круті головні стінки, більшу заморененість та повільніші темпи течії, ніж їхні льодовики з північною течією.
Станом на 2016 рік у басейні Пунатцанг була найбільша кількість льодовиків (341) загальною площею близько 361,07 кв. км, а в басейні ріки Ван — найменша кількість льодовиків (47) загальною площею близько 33,38 кв. км. Найбільший льодовик (2016 р.) розташований у підбасейні Мангде, його площа становить 45,85 кв.км Найдовший льодовик (2001 р.) — це льодовик Вачі в басейні річки Пхо, розміром близько 20,1 км. Найвища висота (2016) басейнів льодовиків становить близько 7361 м.н.м. у басейні Мангде. Найнижчі висоти кінця морени льодовиків (2001 р.) виявлені трохи вище 4000 м.н.м. для льодовиків в басейні Курі і Дрангме; у льодовиків без морен кінці зазвичай на нижчій висоті, ніж у заморенених.

### Відступ льодовиків
Кілька програм, пов'язаних із моніторингом трансгімалайських льодовиків, уже виконуються, і загальним правилом є неоднорідна усадка. Більшість льодовиків Бутану літнього накопичувального типу і, отже, ще більш чутливі до коливань температури. Однак інформації про висоту рівноважної лінії (ELA) мало, а точних даних про зміни льодовиків мало через проблеми з доступом до високогірних льодовиків. Загалом прийнято, що льодовики значно відступають; точні причини залишаються невідомими, але загалом відступи є дуже чутливими індикаторами зміни клімату.
Існують вагомі докази відступу в льодовиків на нижчих висотах. У публікації 1999 року, отриманій на основі супутникових знімків, карт і даних опитування, повідомляється про відступ багатьох льодовиків у Бутанських Гімалаях. Цифрове дослідження 2003 року 103 льодовиків без морени (невеликих і схожої довжини) з 1963 по 1993 рік показало, що 90 відступають, 13 стоять на місці, і жоден не просувається. Масштаб відступу був більшим на півдні і меншим на півночі, ймовірно, через більшу чутливість балансу маси льодовика до відносно теплішої температури та більшої кількості опадів на півдні. За винятком льодовиків з незрозумілими варіаціями, порівняння площі 66 льодовиків показало скорочення на 8,1 %. Спостереження на місці кількох льодовиків у 80-х і 90-х роках вказували на відступ.
Консервативне моделювання 2012 року передбачало значне відступ (і скорочення) у наступні десятиліття для досягнення стабільності за середніх кліматичних умов за відсутності майже подвійного збільшення кількості опадів або значного регіонального похолодання. Підвищення регіональної температури на 2,5 °C протягом наступного століття (як прогнозує МГЕЗК) зменшить площу зледеніння вдвічі і призведе до незначних значень скидів талої води. Однак вони не були підтверджені спостереженнями на місці. У 2016 році було опубліковано перший в історії запис балансу маси на місці льодовика (Ганджу Ла; без морени) у Бутані. Він зафіксував різке зменшення маси до такої міри, що зони накопичення взагалі не існувало, і спостереження узгоджувалися з моделлю 2012 року. Автори відзначили, що методології дистанційного зондування дійсно оцінювали набагато нижчі втрати маси, як припускається в моделі.
Аналіз ICIMOD 2014 року щодо еволюції льодовиків Бутану (з використанням зображень Landsat) з 1980 по 2010 рік зробив висновок, що льодовики швидко зменшувалися в останні десятиліття. З 1980 по 2010 рік чиста площа скоротилася приблизно на 23 %; відсутність морени і наявність льодовикового возера кінці льодовика підкреслювали ці темпи відступу. Чисельність збільшилася приблизно на 14,8 % через фрагментацію існуючих льодовиків.

#### Ефекти та пом'якшення
Наслідки відступу льодовиків залишаються недостатньо вивченими. Імовірні зміни річкового стоку, глобальне підвищення рівня моря та збільшення частоти розливів льодовикових озер. Зменшення скиду талої води безпосередньо впливає на життєздатність виробництва гідроелектроенергії, яка є однією з економічних драйверів для Бутану.
Бутан став першою країною, яка отримала кошти фонду пом'якшення впливу клімату від фонду ООН для найменш розвинених країн.

## Льодовикові озера
Деякі льодовикові озера, наприклад озеро Тортормі у Лунана Гевог, не є єдиною водоймою, а є колекцією надльодовикових ставків. Більшість льодовикових озер, які визначено як потенційно небезпечні, стікають у водні системи річок Манас і Пуна Цанг (Санкош) північно-центрального Бутану. Під час проривних льодовикових повеней у жителів сусідніх сіл, що знаходяться нижче за течією, може бути всього двадцять хвилин на евакуацію. Паводкові води з одного такого прориву 1994 року на озері Луггі потребували близько семи годин, щоб досягти Пунакхи, приблизно у 90 км вниз за течією.
З метою громадської безпеки ці льодовики та льодовикові озера утримуються Департаментом геології та шахт Міністерства економіки, виконавчим (кабінетним) агентством уряду Бутану. Департамент, як частина своїх екологічних «проектів пом'якшення наслідків», має на меті знизити рівень льодовикових озер і таким чином запобігти катастрофі, пов'язаної з проривними льодовиковими повенями. У 2001 році, наприклад, вчені визначили озеро Тортормі як озеро, яке загрожує неминучим і катастрофічним колапсом. Зрештою, ситуація була полегшена створенням штучного водного каналу від краю озера, щоб зменшити тиск води. Департамент використовує безшумні вибухові речовини та інші засоби, які він вважає екологічно чистими, щоб мінімізувати екологічний вплив своїх проектів з пом'якшення. Однак ці проекти залишаються складними для реалізації через погоду, рельєф і відносну нестачу кисню на висотах льодовикових озер. Станом на вересень 2010 р. системи раннього оповіщення проривних льодовикових повеней планувалося встановити до середини 2011 р. в районах Пунакха і Вангдуе Пходранг за 4,2 мільйона доларів США.

### Проривні льодовикові повені

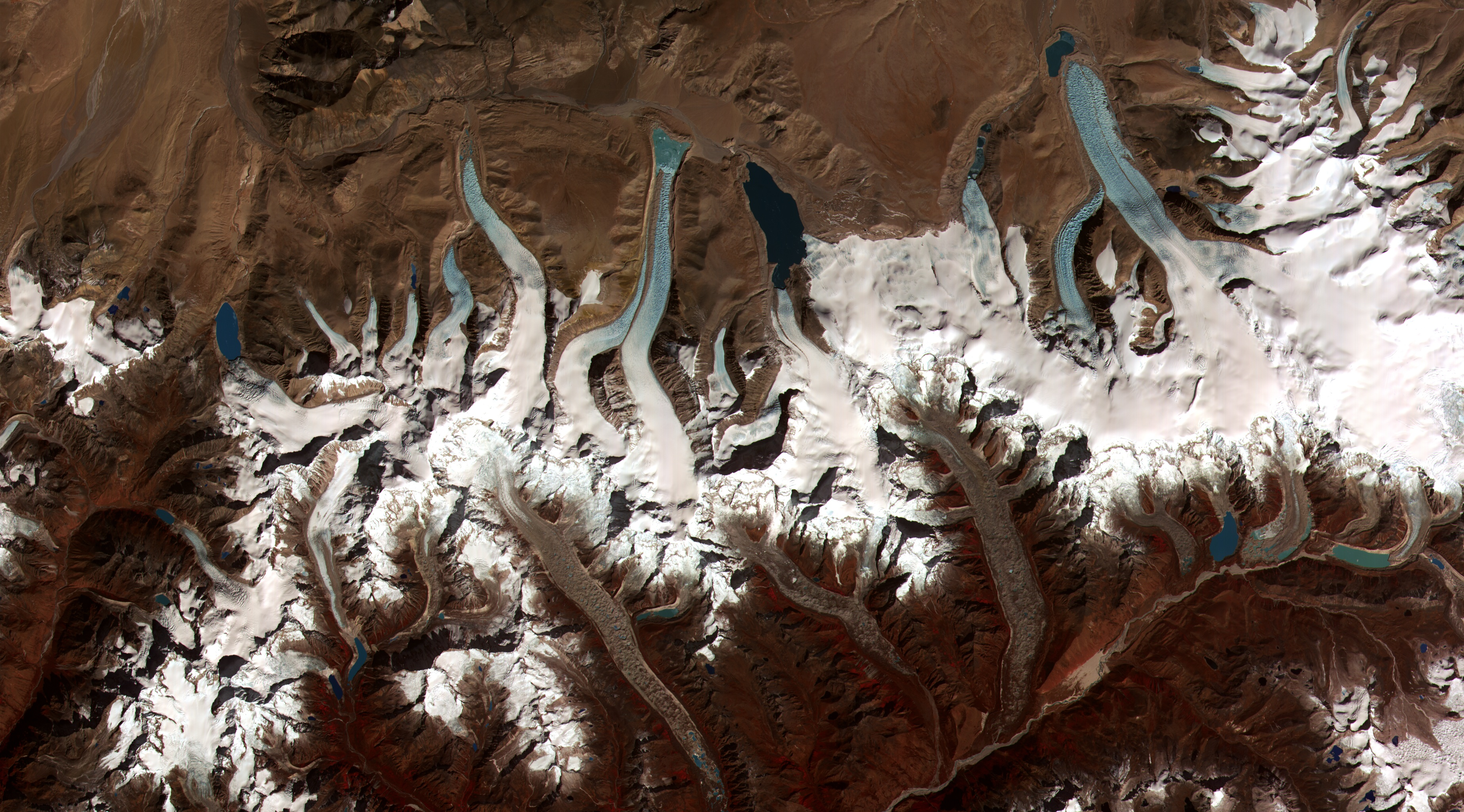
Льодовикові озера в Бутані (2002)